# Бедный певец (Глинка)
«Бедный певец» — романс М. И. Глинки на стихотворение В. А. Жуковского. Написан в 1826 году в родном селе Глинки Новоспасском; близок к жанру элегии.

## История
В своих «Записках» (завершённых в 1855 году) Глинка не без иронии вспоминает о том периоде своей жизни, когда создавался романс: «По вечерам и в сумерки любил я мечтать за фортепиано. Сентиментальная поэзия Жуковского мне чрезвычайно нравилась и трогала меня до слёз. (Вообще говоря, в молодости я был парень романического устройства и любил поплакать сладкими слезами умиления.) Кажется, что два тоскливых моих романса: „Светит месяц на кладбище“ и „Бедный певец“ (слова Жуковского) — были написаны в это время (весною 1826 года)».
Впервые романс был опубликован в 1829 году фирмой «Одеон».

## Общая характеристика
О красный мир, где я вотще расцвел;

Прости навек; с обманутой душою

Я счастья ждал — мечтам конец;

Погибло все, умолкни, лира;

Скорей, скорей в обитель мира.

Бедный певец!

<...>

О пристань горестных сердец,

Могила, верный путь к покою,

Когда же будет взят тобою

Бедный певец?
«Бедный певец» — одно из первых вокальных сочинений Глинки. На раннем этапе творческого пути ему были близки поэтика романтизма и такие авторы, как Батюшков, Баратынский, Дельвиг, Жуковский. При этом особенно привлекал его жанр элегии, оказавший влияние не только на Глинку, но и на весь русский лирический романс в целом.
К жанру элегии относится и романс «Бедный певец». Из стихотворения Жуковского, насчитывающего шесть строф, Глинка частично использовал четвёртую и полностью — пятую. Стихотворение, связанное с раздумьями о судьбе художника в мире и выдержанное в лирически-сентиментальном тоне, у Глинки превратилось в напряжённый драматический монолог, своего рода «прощальную песню» героя.
Романс строится на постепенном развитии образа и нарастании экспрессии, чему соответствует его куплетно-вариационная структура. О. Е. Левашёва обращает внимание на то, как смело и оригинально отразилась в музыке Глинки асимметричность строф Жуковского.
Вокальная партия строится на нисходящих интонациях, традиционно ассоциируемых со вздохами, и достигает кульминации на словах «С обманутой душой я счастья ждал». Фортепианные вступления и заключения не дублируют основную мелодию, а служат, по выражению М. А. Овчинникова, её «интонационной квинтэссенцией», своего рода прологом и послелогом.
«Бедный певец», безусловно, отличается эмоциональной глубиной и искренностью выраженного в нём чувства, выделяясь среди других романсов Глинки на слова Жуковского, написанных в тот же период. Тем не менее он не достиг уровня другой, написанной годом ранее элегии Глинки, — знаменитого романса «Не искушай» на слова Баратынского — и не обрёл её популярности.

## Исполнители
В числе исполнителей романса в разные годы были С. Я. Лемешев, Г. П. Виноградов, К. И. Плужников, С. Н. Шапошников, Г. А. Каменный, Н. Д. Копылов, Г. А. Писаренко, И. Милькявичюте.